# Ischnomera auripilis
Ischnomera auripilis là một loài bọ cánh cứng trong họ Oedemeridae. Loài này được Van Dyke miêu tả khoa học năm 1946.